# Peligro
Peligro è il secondo album in studio della cantante colombiana Shakira, pubblicato il 25 marzo 1993 dalla Sony Records.

## Tracce
1. Eres – 5:02 (Shakira)
2. Último momento – 4:56 (Eduardo Paz)
3. Tú serás la historia de mi vida – 4:52 (Desmond Child)
4. Peligro – 4:39 (Eduardo Paz)
5. Quince años – 3:30 (Shakira)
6. Brujería – 4:08 (Eduardo Paz)
7. Eterno amor – 4:47 (Eddie Sierra)
8. Controlas mi destino – 4:36 (Shakira)
9. Este amor es lo más bello del mundo – 4:20 (Eduardo Paz)
10. 1968 – 4:44 (Shakira, Eduardo Paz)